# Limenitis sinensis
Limenitis sinensis är en fjärilsart som beskrevs av Bang-haas 1937. Limenitis sinensis ingår i släktet Limenitis och familjen praktfjärilar. Inga underarter finns listade i Catalogue of Life.